# Jesús Carranza, San José del Rincón
Jesús Carranza är en ort i kommunen San José del Rincón i delstaten Mexiko i Mexiko. Samhället hade 576 invånare vid folkräkningen 2020.